# Pelexia novofriburgensis
Pelexia novofriburgensis es una especie de orquídea de hábito terrestre originaria de América. 

## Descripción
Es una especie de orquídea de un tamaño pequeño. Tiene hábitos terrestres., con las hojas lanceoladas, agudas, que poco a poco se reducen por debajo en un alargado y canalizado peciolo. Florece en una inflorescencia erecta de 20 cm de largo, con varias flores y brácteas triangulares y acuminadas

## Distribución y hábitat
Se encuentra  en el este y el sur de Brasil ,en la Reserva de Mbaracayu en [Paraguay] y norte de Argentina.

## Sinonimia
- Stenorrhynchos novofriburgense Rchb.f., Linnaea 22: 815 (1850).
- Spiranthes novofriburgensis (Rchb.f.) Rchb.f. in H.R.von Fernsee Wawra, Bot. Ergebn.: 148 (1866).
- Sarcoglottis novofriburgensis (Rchb.f.) Schltr., Beih. Bot. Centralbl. 37(2): 418 (1920).
- Spiranthes hypnophila Barb.Rodr., Gen. Spec. Orchid. 1: 187 (1877).
- Stenorrhynchos hypnophilum (Barb.Rodr.) Barb.Rodr., Gen. Spec. Orchid. 1(Index): x (1877).
- Stenorrhynchos calophyllum Porsch, Oesterr. Bot. Z. 1905: 151 (1905).
- Pelexia calophylla (Porsch) Schltr., Beih. Bot. Centralbl. 37(2): 408 (1920).
- Pelexia hypnophila (Barb.Rodr.) Schltr., Beih. Bot. Centralbl. 37(2): 409 (1920).[3]